# Kathleen R. McNulty
Kathleen "Kay" McNulty Mauchly Antonelli (12. února 1921 Creeslough, Irsko – 20. dubna 2006) byla iroamerická programátorka počítače ENIAC.

## Mládí a vzdělání
Kathlee R. Nulty se narodila v malé vesnici Creeslough v Gaeltacht v hrabství Donegal (irsky mluvící oblast), během irské války o nezávislost. V noci po jejím narození, byl její otec, důstojník irské republikánské armády, zatčen a poté vězněn v Derry Gaol po dobu dvou let. Zanedlouho po jeho propuštění (v roce 1924) rodina emigrovala do Spojených států kde se usadili v Pensylvánii. Zde pak její otec založil úspěšný rodinný podnik zabývající se výrobou kamenného zdiva. Protože byla Kathleen z venkova, mluvila pouze gaelským nářečím. Anglický jazyk se naučila dodatečně. V anglickém jazyce se zdokonalila na farní škole v Chestnut Hill.
Kathleen R. Nulty byla velice bystrá a měla netradiční přístup k řešení učebnicových úloh. Díky těmto vlastnostem se bez přijímacích zkoušek dostala na prestižní katolickou dívčí střední školu ve Filadelfii. Tehdy se začala zajímat o matematiku a přírodní vědy. Ve svém studiu pokračovala na Chestnut Hill College. Původně chtěla studovat jen po dobu tří let na bakalářský titul. Ten by stačil na práci učitelky matematiky.
Během studia zjistila, že jí více přitahují složitější matematické problémy a že nechce být pouhou učitelkou. Začala se tedy poohlížet po případné lepší práci. Dozvěděla se, že pojišťovací společnosti pro „pojistné pozice“ vyžadují magisterský titul. Toto místo však bylo zřídka obsazeno ženami (v té době převládal mýtus že ženy patří domů k dětem). V témže roce Chestnut Hill College otvírala nový ekonomický obor. Měla pocit, že další studium by zvýšilo její šance na lepší pracovní postavení a tak vzala tolik obchodních kurzů, kolik jí umožňoval program vysoké školy: účetnictví, peníze a bankovnictví, obchodní právo, ekonomie a statistiky. V roce 1942, díky tomuto novému oboru, zde jako jedna ze tří žen získala titul v matematice a tudíž i lepší vyhlídky na zaměstnání.

## Programátorská kariéra
V tomto roce, vyšel v novinách inzerát nabízející práci. Americká armáda hledala civilní pracovnice, se vzděláním v matematice, pro nová technická místa. Na těchto místech dříve pracovali výhradně muži, ale ti byli verbováni do armády. Místa proto byla volná. O tyto pozice měly zájem i další dvě absolventky, spolužačky Kathleen, a to Frances Bilas, Frances Spence a Josephnie Benson. V červnu 1942 na pohovoru v budově na jižní Broad Streer, byly informovány o volných pracovních místech. Práci získaly však jenom dvě z nich. Kathleen R. Mcnulty a Francess Bilas. Krátce po tom obě obdržely dopis, se zprávou o týdenním školení na Mooreově elektrotechnické škole.
Přes všechny své ročníkové práce, školení v matematice nepřipravila Kay (jak byla přezdívána už od střední školy) a Fran ke své práci výpočtů trajektorií. Obě musely být tedy obeznámeny s numerickou integrací metod používaných pro výpočet trajektorie. V červenci 1942 tedy začala pracovat jako „lidský počítač“ (skutečný název její funkce byl opravdu computer) s ročním platem 1.620 dolarů. Práce byla únavná, časově náročná a často velmi frustrující. Proto mnoho žen ze svých míst odcházelo. On ale byla spokojená, i když dostávala menší plat než muži, kteří tuto práci dělali před ní. Mohla totiž pracovat na místě, kde se nejen uplatnilo její vzdělaní a mohla pomoct i při válečném úsilí. Ženy pracovaly s mechanickými i elektrickými kalkulačkami a extrémně velkými listy sloupového papíru.
Připravovaly balistické tabulky pro zbraně používané ve válce. Ruční výpočet jen s pomocí kalkulačky jedné z těchto trajektorií, podle druhu zbraně, trval 30 nebo 40 hodin. Vytváření balistických tabulek bylo proto časově velmi náročné. To motivovalo Johna Mauchlyho a další inženýry vymyslet a sestrojit elektronické zařízení, které by nahradilo práci lidí. V roce 1943 byl představen první počítač svého druhu ENIAC. Tento počítač dokázal i složitější výpočty a mohl tedy nahradit práci „počítačových“ žen.

## Programování ENIACu
Společně s dalšími pěti ženami byla vybrána k prvnímu programováni v ENIACu. Od června do srpna 1945 byly vybrané ženy trénovány pro práci s děrnými štítky IBM, které měly sloužit jako I/O pro ENIAC. Toto prvotní programování bylo spojeno s řešením komplexních matematických úkolů. Proto s ostatními pracovala na zjednodušení složitých rovnic na lehčí a kratší operace, které mohl počítač provádět postupně.
Ze začátku ženy nesměly pracovat v téže místnosti, ve které byl umístěn počítač. Bylo tomu tak z důvodu utajení počítačového projektu. Dostaly tedy technický nákres počítače, podle kterého psaly program na papír. Až po zhotovení programu mohly vstoupit do místnosti, v níž byl ENIAC a fyzicky stroj naprogramovat. Před každým spuštěním programu bylo nutné ověřit provoz celého systému, integritu každé vakuové trubice a každého elektrického připojení. Příprava a testování tudíž zabralo spoustu práce.
Po 2. světové válce, 14. února 1946, byl ENIAC představen veřejnosti. Práci programátorek však už nikdo nezveřejnil, takže se málo lidí dozvědělo o důležité roli žen na vývoji historicky prvního počítače. Kathleen McNulty a další dvě programátorky Ruth Lichterman a Fran Bilas, se v roce 1947 přestěhovaly z Filadelfie do vojenské výzkumné laboratoře v Aberdeenu. Zbývající tři programátorky ENIACu zůstaly ve Filadelfii a buď založily rodiny, nebo si našly jiné zaměstnání.

## Rodinný život
V roce 1948 se se provdala za Johna Mauchlyho (jednoho z tvůrců ENIACu, který ovdověl poté, co se jeho žena nešťastnou náhodou utopila. Manželé se odstěhovali zpět do Pensylvánie. Nejdříve do Filadelfie, poté na malou farmu „Little Linden“ v Ambleru, kde žili se svými pěti dětmi. Později se podílela na vývoji softwaru pro počítače BINAC a UNIVAC, též sestrojených jejím manželem.
V roce 1980 po několika záchvatech své nemoci John Mauchly zemřel. Za několik let se opět provdala, tentokrát za fotografa Severa Antonelliho. Ten po dlouhém boji s Parkinsonovou chorobou v roce 1996 zemřel. Ona sama dokonce při péči o něj dostala
infarkt. Plně se však zotavila. Po smrti svého druhého manžela, začala dávat rozhovory pro novináře a vědce o autorských článcích, jako jedna z průkopníků u ENIACu.
Na Letterkenny Institute of Technology (blízko jejího rodiště) je od roku 1986 na její počest udělována čestná medaile studentům počítačových věd. V roce 1997 byla spolu s dalšími programátorkami ENIACu uveden do mezinárodní síně slávy žen v technických oborech. Zemřela 20. dubna 2006 na rakovinu ve věku 85 let.